# David Julius
David Jay Julius (Brighton Beach, 1955. november 4. –) amerikai érzékszervi fiziológus, a San Franciscó-i Kaliforniai Egyetem (UCSF) professzora. 2021-ben elnyerte a fiziológiai és orvostudományi Nobel-díjat.

## Pályafutása
Julius 1977-ben szerzett alapdiplomát élettudományokból a Massachusetts Institute of Technology-n (MIT), a massachusettsi Cambridge-ben, ahol első kutatási tapasztalatait Alexander Rich laboratóriumában szerezte. 1984-ben biokémiából doktorált a Kaliforniai Egyetemen, Berkeleyben Jeremy Thorner és a későbbi Nobel-díjas Randy Schekman irányításával. Posztdoktori ösztöndíjasként Julius a későbbi Nobel-díjas Richard Axel mellett dolgozott a New York-i Columbia Egyetemen. 1990-ben csatlakozott a San Franciscó-i Kaliforniai Egyetem (UCSF) tanszékéhez, ahol jelenleg (2020-tól) az élettani tanszéket vezeti.
Julius felesége, Holly Ingraham szintén az UCSF fiziológia professzora. A házaspárnak egy fia van.

## Munkássága
Julius alapvető felfedezéseket tett a szerotoninra és az ATP-re reagáló ionotróp receptorok molekuláris és funkcionális tulajdonságairól, amelyek a fájdalom-, hő- és hidegreceptorok modalitásáért felelősek. Julius felfedezései központi szerepet játszanak a hőmérséklet-érzékelés molekuláris alapjainak megértésében.
Julius felfedezte, hogy a TRPV1 csatorna egy kapszaicinreceptor, amely a szervezet különböző ingerekre, például hőmérsékletre, gyulladásra és a szövetkárosodás egyéb formáira adott válaszreakcióit közvetíti. Ez fontos eredmény a krónikus fájdalomszindróma és más, neurogén gyulladással, osteoarthritisszel, rákkal vagy asztmával kapcsolatos szindrómák kezelése szempontjából. Elősegítette továbbá az allodinia és a hiperalgézia, azaz az általában nem fájdalmas ingerek jelenlétében jelentkező fájdalomérzet, illetve a csak kisebb fájdalomingerek jelenlétében jelentkező eltúlzott fájdalomérzet megértését.
Julius többek között a neves Annual Review of Physiology című folyóirat szerkesztője.
2014 óta a Thomson Reuters a Nobel-díjra esélyesek között tartja számon (Thomson Reuters Citation Laureates) az idézetek száma alapján.
2021 októberében a Nobel-bizottság bejelentette, hogy Julius és Ardem Patapoutian közösen kapják meg a  fiziológiai és orvostudományi Nobel-díjat.

## Fordítás
Ez a szócikk részben vagy egészben  a   David Julius című német Wikipédia-szócikk fordításán alapul.  Az eredeti cikk szerkesztőit annak laptörténete sorolja fel. Ez a jelzés csupán a megfogalmazás eredetét és a szerzői jogokat jelzi, nem szolgál a cikkben szereplő információk forrásmegjelöléseként.